# Хари Потър и Затворникът от Азкабан (саундтрак)
„Хари Потър и Затворникът от Азкабан (саундтрак)“ (на английски: Harry Potter and the Prisoner of Azkaban (Original Motion Picture Soundtrack)) е филмовата музика за едноименния филм от 2004 г., третият и последен саундтрак от поредицата, композиран и дирижиран от Джон Уилямс. Партитурата е изпълнена от Лондонския симфоничен оркестър с оркестрации от Конрад Поуп и Еди Карам. Саундтракът е значително отклонение от предишните два, тъй като режисьорът Алфонсо Куарон иска музиката да има различен подход. Той въвежда две основни теми: Window to the Past (буквален превод: „Прозорец към миналото“) и Double Trouble (буквален превод: „Двойни проблеми“). Две други открояващи се теми са използвани за представяне на времевръта и преследването на Хари от Сириус Блек. Саундтракът е изпълнен в Аби Роуд Студиос в Лондон. Излиза на 25 май 2004 г. и се класира на 68 място в Билборд 200, както и под номер 3 в класацията за най-добри саундтраци.
Албумът е номиниран за наградата на Академията за най-добра оригинална музика, наградата „Грами“ за най-добър саундтрак за визуални медии и Световната награда за саундтрак за най-добра оригинална музика на годината. През 2018 г. Ла-Ла-Ленд Рекърдс издава пълна версия на музиката в два компактдиска като част от комплект от три саундтрака, включващ партитурите за първите три филма за Хари Потър.

## Списък с песни

### Хари Потър - Колекцията от саундтраци на Джон Уилямс: Диск 6
| 1.  | Lumos! (Hedwig's Theme)                    | 1:43 |
| 2.  | Aunt Marge's Waltz                         | 2:18 |
| 3.  | Parents' Portrait and The Empty Playground | 1:02 |
| 4.  | The Knight Bus [Extended Version]          | 3:56 |
| 5.  | Monster Book and Discussing Black          | 2:00 |
| 6.  | Apparition on the Train [Film Version]     | 2:18 |
| 7.  | Double Trouble                             | 1:38 |
| 8.  | Trouble Takes Many Forms                   | 1:52 |
| 9.  | Rainy Nights, Dementors and Birds          | 1:03 |
| 10. | The Courtyard and Sir Cadogan              | 1:23 |
| 11. | The Hippogriff Lesson                      | 1:31 |
| 12. | Befriending the Hippogriff                 | 1:45 |
| 13. | Buckbeak's Flight                          | 2:10 |
| 14. | The Grim / The Newspaper                   | 1:11 |
| 15. | The Boggarts                               | 3:01 |
| 16. | On the Bridge - Remembering Mother         | 1:47 |
| 17. | The Portrait Gallery                       | 2:08 |
| 18. | The Big Doors and The Great Hall Ceiling   | 2:15 |
| 19. | Page 394 and Quidditch, Third Year         | 4:02 |
| 20. | A Walk in the Woods and Bird's Flight      | 2:53 |
| 21. | The Snowball Fight                         | 1:05 |
| 22. | The Three Broomsticks                      | 3:51 |
| 23. | Summoning the Patronus                     | 3:26 |
| 24. | Buckbeak's Fate and The Marauder's Map     | 3:15 |
| 25. | About Pettigrew / The Crystal Ball         | 3:22 |
| 26. | The Executioner                            | 0:46 |
| 27. | The Walk to Buckbeak                       | 0:46 |
| 28. | The Sentence                               | 2:44 |
| 29. | Chasing Scabbers                           | 1:08 |
| 30. | The Whomping Willow                        | 1:30 |
| 31. | Confrontation in the Shrieking Shack       | 6:31 |
| 32. | Sirius and Harry                           | 1:54 |
| 33. | The Werewolf Scene                         | 4:29 |

### Хари Потър - Колекцията от саундтраци на Джон Уилямс: Диск 7
| 1. | The Dementors Converge [Film Version]      | 3:10 |
| 2. | Time Past / Saving Buckbeak                | 9:57 |
| 3. | Lupin's Transformation                     | 2:05 |
| 4. | Buckbeak Saves the Day / Watching the Past | 2:43 |
| 5. | The Rescue of Sirius                       | 1:22 |
| 6. | Sirius Says Goodbye / Turning Time Back    | 2:16 |
| 7. | Lupin's Departure                          | 1:22 |
| 8. | The Firebolt and End Credits Suite         | 7:22 |

| 12. | Lumos! (Hedwig's Theme)             | 1:40 |
| 13. | Aunt Marge's Waltz [Alternate]      | 2:34 |
| 14. | The Knight Bus [Alternate]          | 3:58 |
| 15. | Apparition on the Train             | 2:20 |
| 16. | More Grim and Boggarts              | 1:37 |
| 17. | Quidditch, Third Year               | 3:54 |
| 18. | Window to the Past                  | 3:58 |
| 19. | Saving Buckbeak [Alternate Segment] | 4:24 |
| 20. | Lupin's Transformation [Alternate]  | 2:05 |
| 21. | Watching the Past [Alternate]       | 2:21 |
| 22. | The Dementors Circle                | 0:46 |
| 23. | The Patronus Light                  | 1:16 |
| 24. | The Patronus Power                  | 0:47 |
| 25. | The Dementors Converge              | 3:15 |
| 26. | The Firebolt [Alternate]            | 1:30 |
| 27. | Teaser                              | 1:27 |
| 28. | Trailer                             | 1:52 |

## Подробности за песните

### Lumos! (Hedwig's Theme)
Това е последният филм от поредицата за Хари Потър, който използва темата на Хедуиг в нейната оригинална, постепенно надграждаща се форма по време на откриването (до надписите на Хари Потър и даровете на смъртта: втора част ). Това включва малко по-зловеща мелодия на Celeste и запазва мелодията на флейтата, но включва кратък мотив на арфа в края.

### Double Trouble
Double Trouble е композиран от Джон Уилямс по време на продукцията на филма, като тема за топлото посрещане обратно в Хогуортс. Песента е изпълнена от London Oratory School Schola, а текстът й е взет директно от историята за трите вещици в „Макбет“ на Уилям Шекспир.

### Forward to Time Past
Forward to Time Past е темата, която звучи когато Хърмаяни и Хари използват времевърта, за да се върнат назад във времето. По време на цялата песен се чува тиктакане, което индикира изтичащото време. Множеството струнни инструменти се припокриват в мотив от четири ноти, който духовият инструмент повтаря ритмично, и накрая периодичното включване на дървените духови инструменти налага усещането за движение.

## Оценки и прием
Албумът е добре приет сред критиците на филмовата музика. Арчи Уот от MovieCues оценява високо саундтрака, като го нарича „Един от най-добрите албуми на 2004 г. и си заслужава да бъде слушан от всеки фен на филмова музика или Джон Уилямс.“